# Wudu (islam)

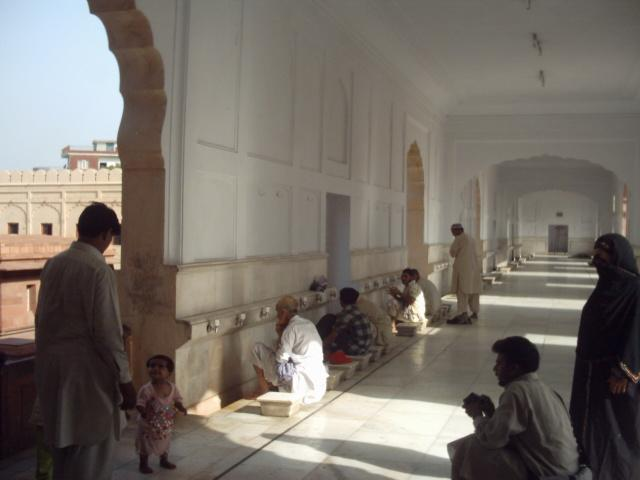
Rituell tvagning (wudu/abdest) före tidebönen i Badshahi-moskén i Lahore i Pakistan.

Wudu (arabiska: وضوء, även tahāra), eller abdest (från persiskan), är muslimernas religiösa tvagningar utan vilka de dagliga bönerna inte får förrättas. Metoden av wudu är att man enligt koranvers 5:6 tvättar ansiktet och armarna till armbågarna (med vatten), och stryker huvudet och fötterna (med våta händer) till anklarna. Gällande det sista steget tvättar sunnimuslimer fötterna medan shiamuslimer stryker fötterna med händerna.
| ” | TROENDE! När ni går till bön, två då ansikte och händer samt armarna upp till armbågarna och stryk med [de våta] händerna över huvudet och [två] fötterna upp till fotknölarna.... (En del av Bernströms översättning av Koranen 5:6) | „ |